# 羅斯蒙特 (內布拉斯加州)
羅斯蒙特（英語：Rosemont）是位於美國內布拉斯加州韋伯斯特縣的非建制地區。

## 歷史
羅斯蒙特的郵局於1890年設立，其後於1955年停運。

## 地理
羅斯蒙特所處的海拔為高於海平面594米（即1949英呎），而該地所採用的時區為UTC-6，即北美中部时区（CST）。同時該地設有夏令時間，為UTC-6調快一小時，即UTC-5（CDT）。